# 萊克蘭村 (加利福尼亞州)
萊克蘭村（英語：Lakeland Village）是位於美國加利福尼亞州河濱縣的一個人口普查指定地區。

## 地理
萊克蘭村的座標為33°38′19″N 117°20′38″W / 33.63861°N 117.34389°W，而該地最高點為海拔高度391米（即1283英尺）。

## 人口
根據2010年美國人口普查的數據，萊克蘭村的面積為22.633平方千米，當中陸地面積為22.471平方千米，而水域面積為0.162平方千米。當地共有人口11541人，而人口密度為每平方千米509人。